# 歐思誠
歐思誠（1498年—？），字純甫，號東泉，順天府薊州民籍，福建連江縣人，明朝政治人物。

## 生平
嘉靖四年（1525年）乙酉科順天府鄉試第一百二十八名舉人。嘉靖八年（1529年）中式己丑科會試第九十二名，登第三甲第一百二十九名進士。授朝邑县知县，歷任南京大理寺评事、寺副、寺正，嘉靖十九年擔任卫辉府知府。丁憂歸。起复東昌知府，二十六年考察去官。

## 家族
曾祖歐寶，贈戶部郎中；祖父歐俊；父歐弘惪，曾任通判。母孟氏。重庆下。兄思廉，九品散官；弟思忠；思孝；歐思賢，贡士、戊戌進士；思齊，九品散官；思進；思法；思元。